# Westendstraße 1
La Westendstraße 1 es un rascacielos ubicado en la ciudad de Fráncfort, Alemania diseñado por Kohn Pedrastra Fox, Nägele, Hofmann, Tiedemann. Se finalizó su construcción en 1993.
Con una altura de 208 metros y 53 plantas, el edificio cuenta con 80.700 metros cuadrados de superficie que albergan las oficinas de DZ Bank. Fue diseñado por Kohn Pedersen Fox, Nägele, Hofmann, Tiedemann y sus socios. La construcción del edificio fue iniciada en 1987 y se necesitaron tres años para su finalización.